# NGC 7396
NGC 7396 este o radiogalaxie situată în constelația Peștii. A fost descoperită în 12 octombrie 1827 de către John Herschel. Se află la o distanță de 90,78 de megaparseci de Pământ.